# Рапично олио
Рапично масло е хранителен продукт, масло, произвеждано от семена на растението рапица (Brassica campestris esculenta).
Рапичното олио се добива чрез пресоване на дребните семена на рапицата, добити от красивите жълто цъфтящи растения от семейство Brassica (зелето и карфиола също са част от това растително семейство).
Потребителите в последните години все повече използват рапично олио, заради неговите хранителни качества, тъй като съдържа най-ниското ниво на наситени мастни киселини от всички растителни мазнини.
Има високо съдържание на мононенаситени мастни киселини, за които е доказано, че намаляват нивата на холестерола в кръвта, и има умерени нива на есенциални полиненаситени мастни киселини. Освен всички изброени дотук преимущества, също е и богат източник на витамин Е, а тези му качества са важни за здравословния начин на хранене.